# Christoff Heinrich Amthor
Christoff Heinrich Amthor (ca. 1678 – 21. februar 1721) var en dansk historiker og kongelig historiograf.
Amthor var søn af den grevelig Stolbergske kansler Joachim Huldrich Amthor og blev født i Stolberg (i Thüringen). Han kom som dreng i huset hos sin farbroder Ehrenfried Amthor, dansk etatsråd og overkrigs- og landkommissær i hertugdømmerne, der levede i barnløst ægteskab med sin hustru, Anna Sabine, født Claudi. De boede i den kongelige del af Holsten, først i Glückstadt, senere i Rendsborg. I 1694 dimitteredes han til universitetet i Kiel, hvorefter han gik til andre tyske højere læreanstalter. Han lagde sig efter lovkyndighed, statsvidenskab og historie og blev en
discipel af Christian Thomasius, hvis iver for den nationale ret og modersmålet han tilegnede sig. Ligeledes optrådte han som digter i tidens legende, dels fade, dels svulstige maner.
Allerede i 1702 døde hans første hustru, Anna Gørritzen. Året efter, i sit 26. år, ansattes han som ordentlig professor i statsvidenskab og privatret i Kiel, hvor han ægtede en datter af den ældste professor på fakultetet, prokansler og justitsråd Nicolaus Martini. Som professor optrådte han med megen iver for den nye tids ideer; han brugte endog modersmålet ved enkelte af sine forelæsninger og udgav skrifter på det. Han søgte at fremkalde et alvorligt selvarbejde hos de studerende, større videnskabelig sans og jævnlig indøvelse af det lærte. 1712 blev han professor i national (den slesvigske og holstenske) ret, som han særlig havde dyrket. I de samme år skrev han i eget og andres navn en stor mængde lejlighedsdigte og festsange.
Imidlertid blev han draget ind i de samtidige politiske begivenheder. Som opdraget af en kongelig embedsmand fulgte han den danske sag med sin fulde sympati og skrev bl.a. hædersdigte til kongen i anledning af hans sejrvindinger. Da det afgjørende brud med Gottorp derefter indtrådte, modtog han udnævnelse til dansk kancelliråd 21. august 1713 og søgte straks efter sin afsked af den hertugelige tjeneste uden dog at kunne få den. Han forlod derfor Kiel og modtog udnævnelse til medlem af den under 4. november samme år oprettede overret for det genforenede hertugdømme Slesvig (Overretten på Gottorp). Året efter blev han desuden
kongelig historiograf og præsident i staden Rendsborg.
Han udfoldede nu en betydningsfuld forfattervirksomhed til oplysning af hertugdømmernes, særlig Slesvigs offentlige ret, ligesom han kastede sig ind i den samtidige litterære strid med Sverige og Gottorp for at retfærdiggøre den danske politik og påvise dens nødvendighed. Af størst betydning er hans skrifter om ridderskabet og om Slesvigs historiske forhold til kronen, der begge fik betydning for den følgende tids politiske omvæltninger (Historischer Bericht von dem vormaligen und gegenwärtigen Zustande der Schleswig-Holsteinischen Ritterschaft und ihrer Privilegien, 1714, og In jure et facto gegründeter Beweis der vielfältigen Treulosigkeiten, so das jetzt regierende konigl. dähnische Haus von dem fürstl. Holstein-Gottorpischen bisher erlitten, worin ... gezeiget wird, dass das Herzogthum Schleswig durch offenbare Rebellionen und bose Intriguen der damahligen Holsteiner von der Krohne Dänemark zum erstenmal abgerissen etc. Auf allergnädigstem Befehl, 1715).
I 1717 udgav han i Flensborg en betydelig samling af sine digte (Poetischer Versuch einiger teutschen Gedichte). 1719 kaldtes han til København, hvor der anvistes ham bolig på Rosenborg. Han sysselsattes nu med at skrive den regerende konges årbøger efter aktstykker i arkiverne, men nåede kun til i to folianter at få det første år (1699-1700) gjort færdigt. Efter fredens ratifikation i efteråret 1720 henvendte det Tyske Kancelli sig til ham for at konferere med ham om de fremtidige former for Slesvigs styrelse, men han oplevede ikke at se indlemmelsen fuldbyrdet. Han døde 21. februar 1721 på Rosenborg, kun et par og fyrre år gammel. Vistnok må han henregnes til de mest nidkjære og begavede mænd, som stod på dansk side i den lange og vanskelige kamp med huset Gottorp.